# Vannoz
Vannoz ist eine französische Gemeinde im Département Jura in der Region Bourgogne-Franche-Comté.

## Geographie
Vannoz liegt auf 593 m, etwa vier Kilometer nördlich der Stadt Champagnole. Das Haufendorf erstreckt sich im Jura, auf einem Plateau des Angillon am Nordfuß des Mont Rivel und westlich der Höhen der Forêt de la Fresse.
Die Fläche des 5,75 km² großen Gemeindegebiets umfasst einen Abschnitt des französischen Juras. Der Hauptteil des Gebietes wird von einem Plateau eingenommen, das durchschnittlich auf 600 m liegt und von Acker- und Wiesland bestanden ist. Nach Westen erstreckt sich das Gemeindeareal bis an den Angillon, der das Gebiet nach Südwesten zum Ain entwässert. Die südliche Begrenzung des Plateaus bildet der Mont Rivel, ein isolierter Berg, dessen bewaldeter nördlicher Abhang (Bois de Bry) zur Gemeinde gehört. Mit 800 m wird auf dem Mont Rivel die höchste Erhebung von Vannoz erreicht.
Nachbargemeinden von Vannoz sind Le Pasquier und Saint-Germain-en-Montagne im Norden, Équevillon im Osten, Champagnole im Süden sowie Ardon im Westen.

## Geschichte
Das Gemeindegebiet von Vannoz war bereits während der gallorömischen Zeit besiedelt. Erstmals urkundlich erwähnt wird Vannoz im 12. Jahrhundert. Der Ortsname geht ursprünglich auf das gallische Wort vanno zurück, das so viel wie Abhang, Gipfel bedeutet. Im Mittelalter gehörte das Dorf zur Herrschaft Montrivel. Zusammen mit der Franche-Comté gelangte Vannoz mit dem Frieden von Nimwegen 1678 an Frankreich.

## Sehenswürdigkeiten
Die Dorfkirche St. Georg auf dem zentralen Platz des Ortes wurde im 19. Jahrhundert erbaut. Aus dem 17. Jahrhundert stammt der Herrschaftssitz, der heute als Seniorenheim dient.

## Bevölkerung
| Jahr                       | 1962 | 1968 | 1975 | 1982 | 1990 | 1999 | 2004 | 2018 |
| -------------------------- | ---- | ---- | ---- | ---- | ---- | ---- | ---- | ---- |
| Einwohner                  | 150  | 174  | 191  | 204  | 195  | 218  | 203  | 212  |
| Quellen: Cassini und INSEE |      |      |      |      |      |      |      |      |

Mit 221 Einwohnern (Stand 1. Januar 2022) gehört Vannoz zu den kleinen Gemeinden des Départements Jura. Nachdem die Einwohnerzahl in der ersten Hälfte des 20. Jahrhunderts stets im Bereich von rund 140 Personen gelegen hatte, wurde seit Beginn der 1960er Jahre eine leichte Bevölkerungszunahme verzeichnet.

## Wirtschaft und Infrastruktur
Vannoz war bis weit ins 20. Jahrhundert hinein ein vorwiegend durch die Landwirtschaft geprägtes Dorf. Daneben gibt es heute einige Betriebe des lokalen Kleingewerbes. Mittlerweile hat sich das Dorf zu einer Wohngemeinde gewandelt. Viele Erwerbstätige sind Wegpendler, die in den größeren Ortschaften der Umgebung, hauptsächlich in Champagnole ihrer Arbeit nachgehen.
Die Ortschaft ist verkehrstechnisch recht gut erschlossen. Sie ist von der Hauptstraße N5, die von Genf via Champagnole nach Dole führt, leicht erreichbar. Weitere Straßenverbindungen bestehen mit Équevillon und Saint-Germain-en-Montagne.

## Persönlichkeiten
- Étienne Lamy (1845–1919), Politiker, Journalist, Autor und Mitglied der Académie française, langjähriger Besitzer des Schlosses Vannoz